# Cantimpalos
Cantimpalos est une commune de la province de Ségovie dans la communauté autonome de Castille-et-León en Espagne.

## Gastronomie

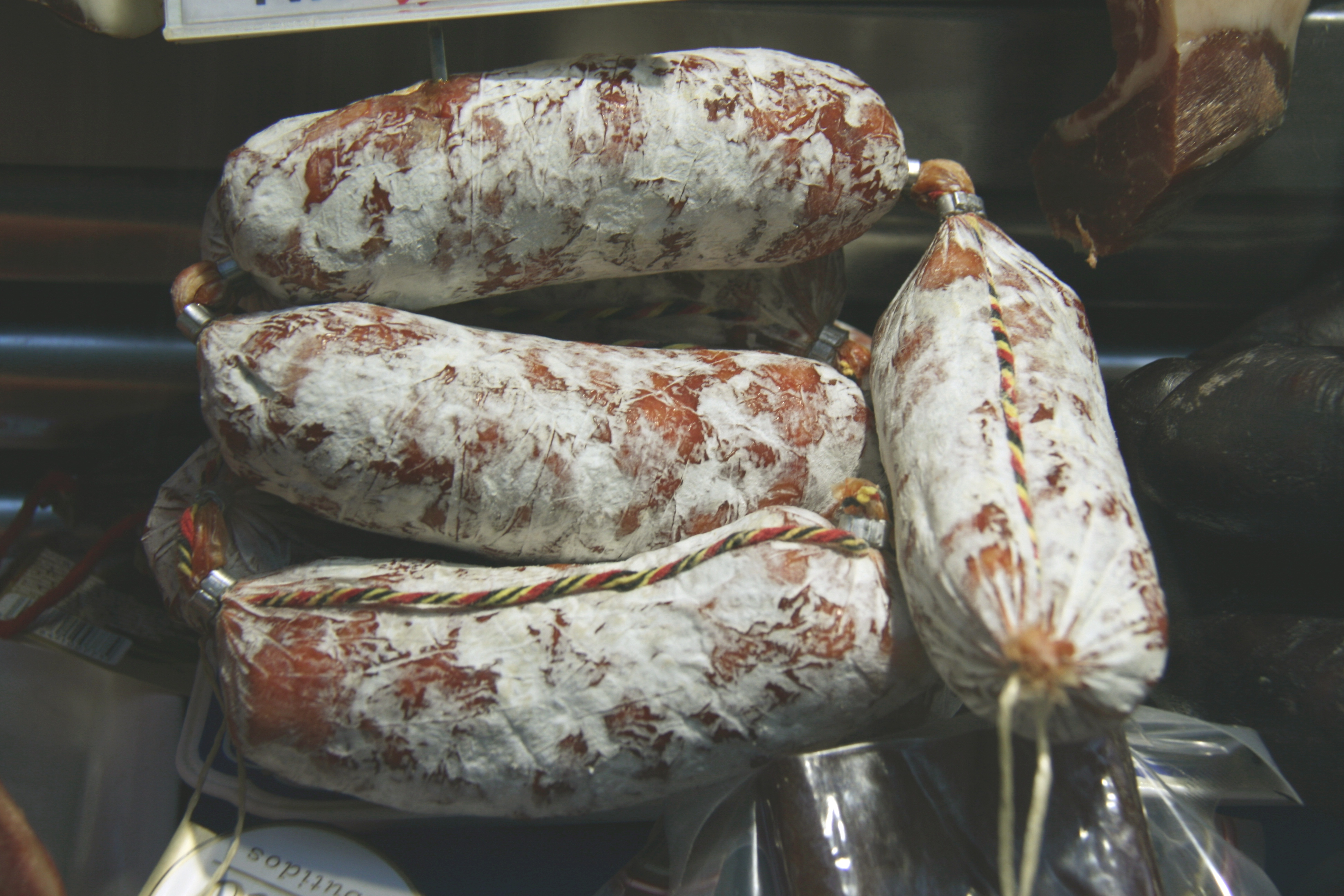
chorizo de Cantimpalos.

La localité de Cantimpalos est située dans une zone où les produits du porc et de ses dérivés apparaissent étroitement liées à la tradition populaire, parce que sur ces terres on trouve d'excellents spécimens de cet animal. La chair du porc est transformée en toutes sortes de plats et de saucisses.
Le chorizo de Cantimpalos est élaboré avec de la viande de haute qualité, mis en macération avec du piment, de l'ail et de l'origan durant plusieurs jours, et à la fin mis étroitement dans des boyaux de porc. Parmi les ingrédients on trouve du magret de porc, de la longe et du jambon. On peut consommer le chorizo cru ou cuit.
La foire du chorizo se tient le dernier week-end d'avril. Elle est organisée par la mairie et l'association des industriels de la viande de Ségovie.